# Bloomingdale, Florida
Bloomingdale är en ort (CDP) i Hillsborough County, i delstaten Florida, USA. Enligt United States Census Bureau har orten en folkmängd uppgående till 22 711 invånare (2010) och en landarea på 21,1 km².